# Ramona Karlsson
Ramona Karlsson (Nossebro; 8 de enero de 1981) es una piloto de rally sueca. Junto a su actual copiloto y compatriota, Miriam Walfridsson, es la primera mujer de su país en participar en el Campeonato Mundial de Rally, al participar en el Rally de Suecia de 2008. En 2011 fue elegida como la Piloto de Rally del Año en Suecia.

## Trayectoria
Karlsson comenzó a competir activamente a la edad de 12 años, con 18 comenzó su primer negocio y con 21 comenzó su participación en rallies. Sus primeras participaciones deportivas fueron en motocross, crosskart y rallycross; en este último ganó en dos ocasiones la Copa Sueca de Crosskart, así como dos medallas del campeonato sueco junior en rally.
Su primera participación en el Campeonato Mundial de Rally fue en el Rally de Suecia en 2008, donde terminó en 47.º lugar. Posteriormente solo participó en rallies de su país y de otros países europeos hasta que en 2012 participara nuevamente en el mundial, dentro de la categoría del campeonato de producción (PWRC, por sus siglas en inglés), tomando parte en las pruebas de México, Argentina, Nueva Zelanda y Alemania, aunque solo pudo terminar la primera de ellas ocupando el 6.º lugar general del PWRC y el 18.º lugar absoluto de la categoría mayor; las pruebas de Argentina y Alemania las abandonó por fallas mecánicas y la de Nueva Zelanda por el incendio de su auto.
En 2013, Karlsson se concentrará en el Campeonato Sueco de Rally, participando a bordo de un Skoda Fabia WRC.